# چاه آبی لولیت سرخه
چاه آبی لولیت سرخه یک منطقهٔ مسکونی در ایران است که در دهستان سرخه واقع شده‌است.